# ОШ „Десанка Максимовић” Горњи Милановац
ОШ „Десанка Максимовић” се налази у Горњем Милановцу, у улици Милутина Тодоровића Жице број 10.
Основана је одлуком СО Горњи Милановац број 1-06-12. од 22. новембра 1991. године. Актом о оснивању добила је назив Нова IV основна школа. Настала је деобом ОШ „Др Иван Рибар” и обухвата школско подручје које чини северни део Горњег Милановца (од Плавог моста), затим насеља: Велереч, Неваде, Сврачковци, Мајдан, Мутањ, Горња Врбава, Доња Врбава, Доња Црнућа, Бело Поље, Липовац, Прњавор, Враћевшница и Горња Црнућа. 
Скупштина општине Горњи Милановац је почетком марта 1993. године усвојила нови назив школе: ОШ „Десанка Максимовић”. Са радом је почела користећи врло скучен простор у ОШ „Момчило Настасијевић“, а од 3. маја 1995. године усељена је у модерну школску зграду, али са недовољним бројем учионица, јер је изградња треће фазе школе са још осам учионица само отпочела. Новоизграђена фискултурна сала предата је на употребу 3. децембра 1995. године. На почетку рада школа је имала већи број одељења и још две теренске четвороразредне школе: у Мутњу (престала са радом шк. 2002/2003. године) и Белом Пољу (престала са радом шк. 2003/2004. године).
Данас у саставу школе је матична школа и издвојена одељења Враћевшница - осморазредне и четвороразредне Мајдан, Сврачковци, Горња и Доња Врбава и Горња Црнућа. Школа располаже фискултурном салом, библиотеком, медија-холом, трпезаријом и опремљеним продуженим боравком. Од 16. маја 1996. године, када је за Дан школе штампан први број, редовно излази „Врт детињства“, лист ученика школе. 
Поред званичног школског сајта, за обавештавање о свим важнијим догађајима и информацијама које су од интереса ученицима, родитељима и другима, уређен је и блог Ученичког парламента.

### Галерија
- Матична школа
- Школа у Враћевшници
- Школа у Сврачковцима
- Школа у Мајдану
- Школа у Горњој Врбави
- Школа у Доњој Врбави
- Школа у Горњој Црнући